# أزوار (كاشان)
أزوار هي قرية في مقاطعة كاشان، إيران. يقدر عدد سكانها بـ 1553 نسمة بحسب إحصاء 2016.